# 管偉邦
管偉邦（1974年—），出生於香港，是一名當代水墨畫家，主要以山水、叢林為創作主題，同時亦牽涉新媒體和裝置藝術，以突破水墨創作的平面性限制，並重新演繹筆墨和題材格式的創新風格。自90年代開始於香港及亞洲和世界各地舉辦個展和參與不同的聯展，作品廣獲各類藝術獎項肯定和博物館收藏，包括美國舊金山亞洲藝術博物館、洛杉磯郡立藝術博物館、牛津大學阿什莫林藝術與考古博物館、香港M+視覺文化博物館及香港藝術館。現主要工作及生活於香港，任香港浸會大學助理教授。

## 學經歷
年輕時他便開始對如西方藝術、油畫、素描等視覺藝術感興趣，於1992年香港中文大學新亞書院藝術系就讀時蒙國畫家周士心教授啟發，從而專注中國書畫創作，尤其鑽研國畫的創作概念、筆墨技巧，文人畫精神及其思想，其後取得學士學位。2000至2002年，又於香港中文大學藝術系修讀碩士課程，期間深受香港新水墨大師呂壽琨作品啓發，探究傳統與創新的關係，在勇於立新求變之餘，作品亦保留傳統國畫的精神與概念。2012年再於澳洲皇家墨爾本理工大學藝術系深造，並取得博士學位。

## 作品風格
管偉邦的藝術風格為將國畫中的文人意象和傳統筆墨，藉著各種形式與媒材轉譯，進而重塑山水及文人畫傳統 ，並與當代議題連結，將藝術創作成為一面反映時代的鏡子。管偉邦的作品依創作主題與風格區分 ，可分為以下四種風格：
「白黑山水」：為管偉邦「水墨形式的當代趨向」創作的啟程，透過「經典再造」的概念，以松、竹、江岸為題，沿用國畫的潑墨、留白、寫意、勾皴點染等筆墨語言，表現陰陽虛實的概念，並探究媒材（紙、絹及墨）各種展現，並展現對天人合一境界的追求與情懷 。主要代表作品為《墨團團》（2017）、《黑團團》（2017）及《經典再造》（2017）等作。
「文化山水」：靈感得自管偉邦2010年漫遊京都嵐山竹林小徑之感。以綠竹為主題，多採分屏格式創作，有若窗框外望，帶入現代生活的窗景、螢幕式視覺經驗。代表性作品《菉竹猗猗》（2014）  ，為目前最大尺幅的作品之一 。除了國畫的傳統意涵，也帶入日本的「侘寂」美學，並打破傳統水墨的觀看方式。 
「水墨以外」：透過機械、錄像、聲音與燈光裝置作品，營造出「可觀、可行、可遊」的空間，將觀者帶入藝術家所構想的意境之中。代表作品為《律動》（2017） ，由十把繪有飛舞蜜蜂的團扇構成，隨著機械律動起伏，引我們回想起在大自然中享受清涼的空氣與蟲鳴聲響的愉悅感動。
「社會山水」：創作以社會運動為主題的綜合媒材紙本作品。創作主旨意在連結當代社會民情及時代議題，使藝術作為一面鏡子，冷靜地為時代做紀錄，代表作品為《1112》（2020）及《獅子山》（2019）。管偉邦自述：「我不想煽動，亦不想沉默，只是在想如果藝術是一面鏡子，可反映歷史、反映時代，那我希望我的作品可以留下來，讓下一代知道今天香港所發生的。」

## 個展紀錄
2021《坐看雲起—管偉邦個展》，亞洲藝術中心，上海
2020《管偉邦：君子之境（暫譯）》，嘉圖現代藝術，香港
2019《神遊：管偉邦個展》，亞洲藝術中心，北京
2017《清風徐來：管偉邦個展》，亞洲藝術中心，台北
2013《管偉邦：此時彼地》，嘉圖現代藝術，香港
2013《管偉邦：意境》，AO Vertical 藝術空間，香港
2013《轉置：管偉邦當代水墨個展（暫譯）》，東亞藝術博物館，英國　
2011《流連：管偉邦國畫創作展》，香港浸會大學，香港
2011《管偉邦─山水圖像》，嘉圖現代藝術，香港
2010《國畫：當代詮釋（暫譯）》，Blue Lotus 畫廊，香港
2009《過去轉成現在》，香港科技大學，香港
2009《管偉邦：經典再造》，Blue Lotus 畫廊，香港
2002《向高山舉目》，香港中文大學，香港

## 獎項及成就[7]
2012《台北國際現代水墨雙年展》
2012《香港當代藝術獎》
2010《第七屆深圳國際水墨雙年展》
2009《香港當代藝術雙年獎》
2009《第十一屆全國美術作品展覽》
2008《香港藝術中心三十周年藝術獎》
2008《超以象外 — 中國抽象繪畫》
2005《第二屆北京國際美術雙年展》
2005《香港藝術雙年展》
2004《第十屆全國美術作品展覽》「優秀獎」
2003 香港藝術發展局頒《藝術新進獎》
1998《當代香港藝術雙年展》
1996《當代香港藝術雙年展》
1996《許讓成藝術收藏獎》
1994 夏利豪頒《優異獎》

## 公共收藏
舊金山亞洲藝術博物館典藏：「竹林」（2010）、「經典再造」（2009）、「松碧森森」（2015）
洛杉磯郡藝術博物館典藏：「綠竹猗猗」（2010，2012年潤色）
牛津大學阿什莫林博物館典藏：「上．下」（2011）
香港M+視覺文化博物館：「起舞弄清影」（2014）
香港藝術館：「仿王洽四屏通景山水」（1998）、「經典再造」（2008）
香港中文大學文物館
香港立法局：「瞻彼淇奧」（2011）
香港國泰航空公司：「會弁如星」（2016）